# Оренбурзьке вище зенітне ракетне командне училище
Оренбурзьке вище зенітне ракетне командне Червонопрапорне училище імені Г. К. Орджонікідзе (абр. ОВЗРККУ) — вищий військовий навчальний заклад СРСР і Росії в місті Оренбург. Здійснював підготовку офіцерів з вищою військово-спеціальною освітою для частин і з'єднань протиповітряної оборони сухопутних військ.
Створено в 1936 р. Розформовано Розпорядженням Уряду Російської Федерації від 8 лютого 2008 р. № 137-р.
Понад 120 випускників училища стали генералами.

## Озброєння та військова техніка, які вивчалися в училищі
- 1936 р. — 76-мм зенітна гармата зразка 1931 р., ПУАЗО-1, ПУАЗО-2;
- 1939 р. — 37-мм автоматична зенітна гармата зразка 1939 р., 85-мм зенітна гармата зразка 1939 р., ПУАЗО-3;
- 1942 р. — РЛС СОН;
- 1943 р. — 87,6 мм зенітна гармата;
- 1944 р. — ПУАЗО-14-5, СОН-2, 40 мм зенітна гармата;
- 1949 р. — 100 мм зенітна гармата КС-19;
- 1950 р. — 57 мм зенітна гармата С-60, ПУАЗО-7;
- 1959 р. — зенітний ракетний комплекс С-75 «Волхов»;
- 1965 р. — зенітний ракетний комплекс 2К11 «Круг»;
- 1984 р. — зенітний ракетний комплекс 9К37 «Бук»;
- 1984 р. — зенітна ракетна система С-300В;
- 1992 р. — РЛС 9С15, 9С19, 1Л13.

## Відомі випускники
- Бондарев Юрій Васильович[1]
- Бондар Антон Пилипович[1]
- Френкель Ян Абрамович[1]
- Ешпай Андрій Якович[1]

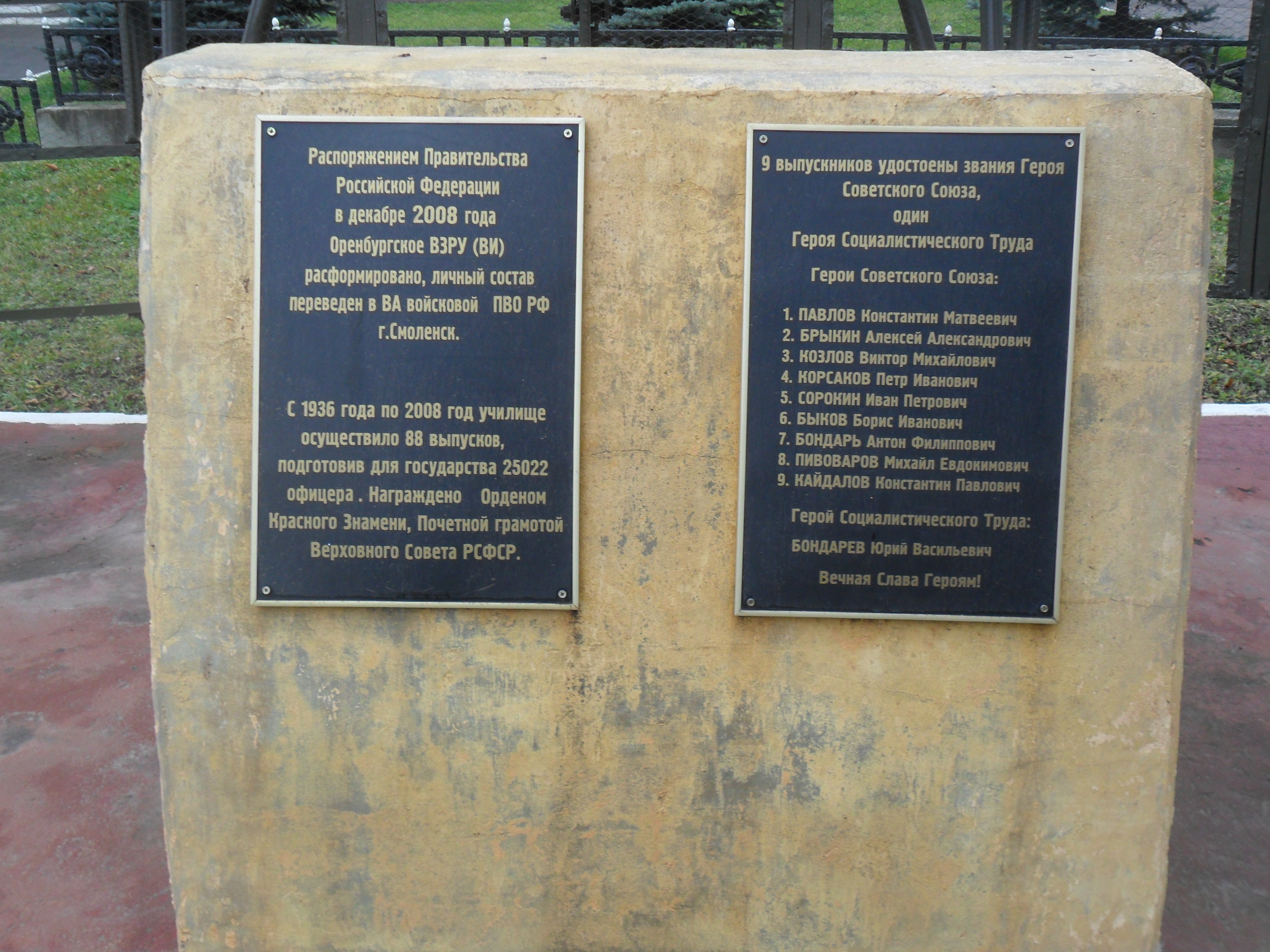
Перелік випускників ОВЗРККУ — Героїв Радянського Союзу та Соціалістичної Праці

- Краскевич Євген Михайлович, начальник філіала ППО СВ ВАА імені М. І. Калініна, генерал-лейтенант артилерії
- Чесноков Юрій Тимофійович, начальник Військ протиповітряної оборони Сухопутних військ СРСР, генерал-полковник артилерії[1]
- Потапов Олександр Тимофійович, начальник ОВЗРККУ (1974—1983), генерал-лейтенант артилерії[1]
- Лапицький Сергій Володимирович
- Слюсар Вадим Іванович[1][2][3]
- Прохоренко Олександр Олександрович